# Oberstufenzentrum Havelland
Das Oberstufenzentrum Havelland ist ein Oberstufenzentrum mit Hauptsitz in Friesack im brandenburgischen Landkreis Havelland. Es ist im Landkreis das einzige Oberstufenzentrum.

## Allgemeines
Die Schule ist ein Oberstufenzentrum mit beruflichem Gymnasium, das sich im Bereich des Staatlichen Schulamts Neuruppin befindet. Träger ist der Landkreis Havelland. Der Unterricht findet an drei verschiedenen Standorten statt, die Verwaltung wird in Friesack geführt. An der Schule können zahlreiche Abschlüsse inklusive des Abiturs erworben werden.

## Standorte

### Friesack
Der Schulteil Friesack befindet sich in der Berliner Allee 6 in Friesack. Hier ist der Hauptsitz der Schule und die Abteilung 2 (Bautechnik, Sozialwesen, BFSG Plus) sowie Teile der Abteilung 3 (Elektro-, Fahrzeug-, Metalltechnik, Optik). Außerdem befindet sich dort der Sitz des Fördervereins und ein Wohnheim für Auszubildende, in dessen 44 Zimmern 88 Menschen untergebracht werden können. Von 1998 bis 2000 fanden an diesem Standort Modernisierungs- und Umbaumaßnahmen statt.

### Nauen
In Nauen findet sich ein weiterer Schulteil unter der Anschrift „Zu den Luchbergen Nr. 26-34“. Dort sind Abteilung 1 (Berufliches Gymnasium, Fachoberschule Wirtschaft) und Abteilung 4 (Wirtschaft und Verwaltung, Benachteiligtenausbildung) untergebracht. Hier wurde 2006 eine neue Sporthalle errichtet, das Schulgebäude wurde saniert.

### Rathenow
Der Rathenower Schulteil befindet sich in der „Bammer Landstraße 10“, wo ein Teil der Abteilung 3 (Elektro-, Fahrzeug-, Metalltechnik, Optik) beherbergt ist. Etwa 600 Meter von der Schule entfernt befindet sich ein schuleigenes Wohnheim, in dessen 33 Wohnungen bis zu 95 Personen wohnen können.

## Geschichte
Im Jahr 1991 wurde sowohl im ehemaligen Landkreis Rathenow (Oberstufenzentrum Rathenow) als auch im ehemaligen Landkreis Nauen (Oberstufenzentrum Nauen) je ein Oberstufenzentrum eröffnet, wozu man jeweils fünf Standorte zu einem Oberstufenzentrum zusammenführte. Zum Standort Nauen gehörte damals auch der heutige Standort in Friesack. Diese ging zunächst nicht in das Eigentum des Landkreises, sondern des Landes Brandenburg über, welches die Fläche aufgrund mehrere Anträge schließlich zur Verfügung stellte. Beide Oberstufenzentren schlossen sich am 1. September 1993 zusammen, nachdem die Schulleiter, die Landräte und die Schulräte der beiden Landkreise dies 1992 anregten. Kurz später genehmigte die Landesregierung die Errichtung der Oberstufenzentrums Havelland, wie es noch heute besteht. Man verringerte die Anzahl der Standorte jedoch innerhalb kurzer Zeit auf drei.

## Lehrangebot
Neben der üblichen Fächer umfasst das Lehrangebot der Schule auch Elektrotechnik, Wirtschaftswissenschaften, Pädagogik, Psychologie sowie Russisch, Englisch und Französisch als Fremdsprachen. Außerdem kann das Fach Wirtschaftsinformatik belegt werden. Ferner bestehen Verträge mit Partnern der beruflichen Bildung und der lokalen Sparkasse. Seit 2006 wird von Schülern ein Café zur Pausenversorgung betrieben.

## Schulpartnerschaften
Die Schule unterhält Partnerschaften mit dem Goethe-Gymnasium Nauen, den Oberschulen in Friesack, Brieselang, Elstal, Ketzin, Rathenow und Premnitz sowie dem Marie-Curie-Gymnasium in Dallgow-Döberitz. Auch mit dem unmittelbar neben dem Standort Nauen gelegenen Leonardo-da-Vinci-Campus besteht eine Kooperationsvereinbarung. Im universitären Bereich kooperiert die Bildungseinrichtung mit der Technischen Hochschule Brandenburg.